# Ludwik Serkowski

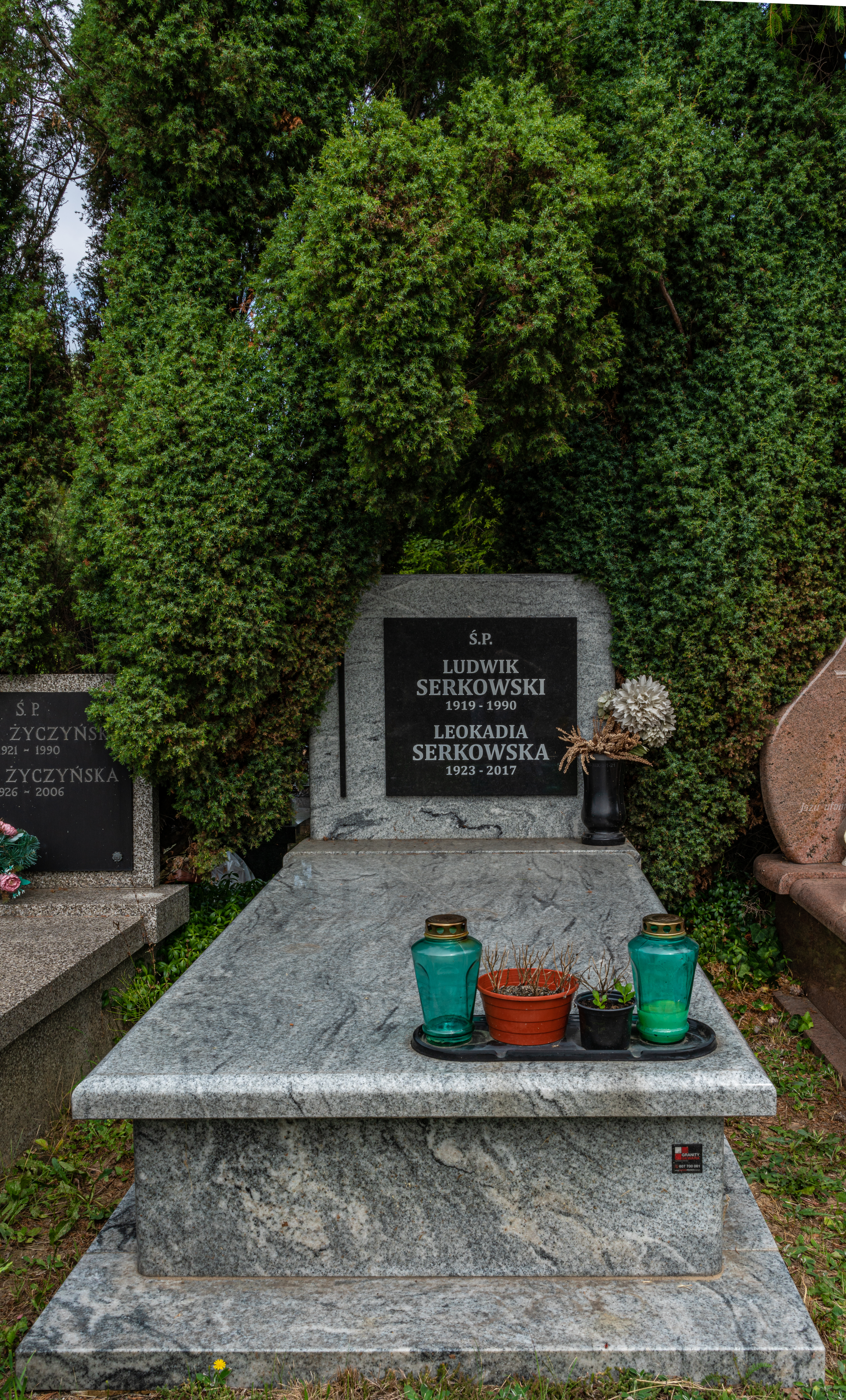
Grób Ludwika Serkowskiego na cmentarzu Komunalnym Północnym w Warszawie

Ludwik Serkowski (ur. 13 sierpnia 1919 w Kłodnem, zm. 13 września 1990 w Warszawie) – podpułkownik aparatu bezpieczeństwa PRL, oficer śledczy.
W 1944 przeszedł szkolenie w ośrodku NKWD w Kujbyszewie. Od 2 września 1944 pracownik Sekcji Śledczej RBP, od grudnia 1945 kierował sekcją jednego z wydziałów MBP. Od 1947 zastępca naczelnika, a od 1949 naczelnik Wydziału II Departamentu Śledczego MBP. 1951–1952 naczelnik Wydziału III tego departamentu. 
Nadzorował oraz osobiście prowadził najważniejsze śledztwa bezpieki, m.in. przeciwko rotmistrzowi Witoldowi Pileckiemu. Osobiście torturował (m.in. przyciskanie dłoni do gorącej blachy, wieszanie głową w dół, pompowanie nafty do płuc) cichociemnego Bolesława Jabłońskiego.
W listopadzie 1952 przeniesiony na stanowisko zastępcy szefa Wojewódzkiego Urzędu Bezpieczeństwa Publicznego w Katowicach, 1 lipca 1954 powrócił do centrali MBP w Warszawie, w latach 1954–1956 służył w Milicji Obywatelskiej.
Uchwałą Prezydium KRN z 17 września 1946 odznaczony Krzyżem Kawalerskim Orderu Odrodzenia Polski.
1953–1954 Wojskowy Prokurator Rejonowy w Stalinogrodzie prowadził śledztwo w sprawie nadużyć i szykan, jakich dopuszczał się podczas przesłuchiwań Ludwik Serkowski.
Pochowany na Cmentarzu Północnym w Warszawie.